# Picris galilaea
Picris galilaea là một loài thực vật có hoa trong họ Cúc. Loài này được (Boiss.) Eig miêu tả khoa học đầu tiên năm 1938.